# Птичка (паровой катер)
«Птичка» — минный паровой катер, находившийся в составе военно-морского флота Российской империи и военно-морского флота Болгарии.

## Описание катера
Судно представляло собой паровой катер с деревянным корпусом, вооружённый одним малокалиберным скорострельным артиллерийским орудием (кроме того, во время русско-турецкой войны 1877—1878 гг. был вооружён двумя шестовыми минами).
Размеры и грузоподъёмность катера обеспечивали возможность перевозки до 30 пехотинцев или до 1 тонны грузов, однако ёмкость угольного бункера составляла 200 кг угля, что ограничивало запас хода и автономность.

## История службы
Паровой катер был построен в 1875 году на арсенале в Кронштадте для Балтийского флота, использовался на броненосце «Пётр Великий», 24 ноября 1876 года был отправлен из Ораниенбаума на Дунай, вооружён и включён в состав отряда Гвардейского экипажа.
Принимал участие в русско-турецкой войне 1877—1878 годов.:
- так, в ночь на 10 июня 1877 года для содействия переправе русских войск из Галаца в Буджак через Дунай отряд флотилии в составе канонерской лодки «Великий князь Николай», катеров «Царевна» и «Птичка» получил задание демонстративными действиями отвлечь на себя внимание турецкой артиллерии и тем обеспечить переправу на правый берег реки. Удачно выполнив эту задачу, отряд дал возможность войскам в составе двух полков успешно переправиться и овладеть господствующими Буджакскими высотами[1]
- 11 июня 1877 паровые катера Дунайской флотилии «Царевич», «Птичка» (командиром которого являлся мичман Константин Аркас) и «Царевна» произвели разведку у города Мачин с целью установления факта оставления города турками, после чего приняли участие в переправе войск через Дунай и в занятии г. Мачина[1]
- 9 июля 1877 канонерская лодка «Вел. кн. Николай», катера «Царевич» и «Птичка» вышли из Черновод вверх по Дунаю на рекогносцировку расположения отступающих к Силистрии сухопутных сил противника. Около д. Буджаки судами были обнаружены два лагеря турок, по которым канонерская лодка открыла огонь из 10-фунтового носового орудия. В результате, турки отступили от берега реки[1].

В сентябре 1877 года катер спустился для разведки в Сулинское гирло Дуная и вошел в состав Нижне-Дунайского отряда.
1 августа 1879 года Российская империя передала Болгарии штаб и плавсредства русской Дунайской флотилии (в том числе, катер «Птичка»). В результате, 12 августа 1879 года в городе Рущук была создана болгарская Дунайская военная флотилия.
В 1879—1885 годах катер использовался в таможенной службе порта Варны, а в июле 1885 года был переведён в Русе и включен в состав болгарской Дунайской флотилии (в которой находился во время сербско-болгарской войны 1885 года).
В соответствии с приказом военного ведомства № 199 от 10 мая 1887 года был переименован в «Райна».
В 1895 году в связи с износом паровой машины был выведен из состава флота, разукомплектован и переделан в гребной бот.